# Les Élémens
Les Élémens ("Gli elementi"), o Ballet des élémens, è un opéra-ballet messo in musica nel 1721 dai compositori francesi André Cardinal Destouches e Michel-Richard Delalande (o de Lalande o de la Lande), su libretto di Pierre-Charles Roy e con coreografie a cura di Claude Balon. Esso consta di un prologo e di quattro entrées, nonché, in origine, di un epilogo, poi successivamente cassato. Nel libretto l'opera era definita come il "terzo balletto danzato dal re", in quanto l'undicenne re Luigi XV vi interveniva direttamente come ballerino, così come aveva fatto nei precedenti, L'inconnu di vari autori, e Les folies de Cardenio di Delalande, entrambi del 1720.

## Caratteristiche e vicende storiche
Les élémens ha la tipica struttura dell'opéra-ballet: "Le sue quattro entrées sono musicalmente e drammaticamente indipendenti, ma tematicamente relazionate l'una all'altra", per quanto in modo estremamente evanescente. Il contenuto particolare, comunque, fatto di dèi, eroi e antichi romani,  rende questo lavoro ascrivibile a quel particolare sotto-tipo di opéra-ballet che è stato definito “ballet-héroïque”
Destouches fu l'autore di gran parte della musica, ma non è stato mai accertato con precisione il rispettivo grado di partecipazione alla composizione da parte di ciascuno dei due autori. In una lettera del 1726 a Antonio, principe di Monaco, Destouches scriveva: «Ci fu ordinato di lavorare insieme; lui [Lalande] ha scritto molte belle cose dei cui dettagli però la supplico di dispensarmi, perché lui ha preteso da me che noi fossimo coperti dallo stesso mantello». Con tutta probabilità, Lalande scrisse l'ouverture, molta parte del prologo ed alcuni brani della prima entrée
L'opera fu rappresentata per la prima volta alle Tuileries, il 31 dicembre 1721, con la partecipazione danzante, "tra altri giovani signori della corte", dell'undicenne re Luigi XV, "che ballò con molta grazia". Il re comunque si annoiò parecchio e l'opera in generale non piacque granché, anche se fu riproposta tre volte a gennaio e una a febbraio del 1722. Come ebbe a rilevare lo stesso Destouches nella lettera citata al principe di Monaco, il «Balletto alla sua nascita non ebbe affatto il successo che speravamo. Lo si trovò lungo, pareva troppo serio; era danzato da signorini il cui talento non era certamente all'altezza, cosa che causava una noia spiacevolissima e molto umiliante per gli autori».
L'opera, ampiamente rimaneggiata, tra l'altro eliminando tutte le parti in cui figurava direttamente il re, fu poi ripresa all'Académie Royale de Musique (Opéra de Paris) ad iniziare dal 29 maggio 1725, questa volta con un crescente successo, il cui livello "può essere misurato dal fatto che essa rimase in repertorio per più di cinquant'anni e fu ripresa nel 1727, 1734, 1742, 1767, 1771, 1776, 1778, e 1780", e che ispirò "tre parodie: Momus exilé (1725) al Théâtre des Italiens; Le Chaos (1725) nello stesso teatro; Il était temps (1754) alla Foire Saint-Laurent". Essa fu anche ripresa nel Théâtre des Petits Appartements di Madame de Pompadour, sulla grande scalinata degli ambasciatori nella reggia di Versailles, il 23 dicembre 1748, con la marchesa direttamente impegnata prima nel ruolo di Emilia, e poi anche in quello di Pomona, in una successiva rappresentazione, a gennaio, della quarta entrée “La terra”.
Les Élémens fu l'opera di Destouches che raccolse il maggior successo e l'unico lavoro del suo maestro de Lalande a comparire sul palcoscenico dell'Opéra. A corte essa "segnò la fine di diverse epoche: fu l'ultimo lavoro teatrale di Lalande, l'ultima apparizione scenica di Luigi XV e l'ultimo balletto di corte francese".
Una ripresa moderna ha avuto luogo a Versailles il 7 ottobre 2001 sotto la direzione di Jérôme Corréas, con Isabelle Poulenard, Françoise Masset, Jean-François Lombard, Matthieu Lecroart, and Renaud Delaigue.

## Personaggi e primi interpreti
| Personaggio                                                         | Tipologia vocale                              | Interpreti della prima assoluta, 31 dicembre 1721 (secondo il libretto originale) (direttore: Jean-Féry Rebel) | Interpreti della prima rappresentazione all'Opéra, 29 maggio 1725 (secondo il libretto originale) |
| Prologo: Le Chaos ("il caos")                                       | Prologo: Le Chaos ("il caos")                 | Prologo: Le Chaos ("il caos")                                                                                  | Prologo: Le Chaos ("il caos")                                                                     |
| ------------------------------------------------------------------- | --------------------------------------------- | --- | ------------------------------------------------------------------------------------------------- |
| Le Destin ("Destino")                                               | basse-taille (basso-cantante/ basso-baritono) | Gabriel-Vincent Thévenard                                                                                      | Gabriel-Vincent Thévenard                                                                         |
| Vénus ("Venere")                                                    | soprano                                       | Marie-Gabrielle Lizarde                                                                                        | Mlle Lambert                                                                                      |
| Une Grâce ("Una delle Grazie")                                      | soprano                                       | (non prevista)                                                                                                 | Mlle Mignier                                                                                      |
| Prima entrée: l'Air ("l'aria")                                      |                                               | |                                                                                                   |
| Junon ("Giunone")                                                   | soprano                                       | Marie Antier                                                                                                   | Marie Antier                                                                                      |
| Ixion ("Issione")                                                   | basse-taille                                  | Gabriel-Vincent Thévenard                                                                                      | Gabriel-Vincent Thévenard                                                                         |
| Jupiter ("Giove")                                                   | basse-taille                                  | Justin Destouches du Bourg (Dubourg)                                                                           | Claude-Louis-Dominique Chassé de Chinais                                                          |
| Mercure ("Mercurio")                                                | haute-contre                                  | Louis Murayre (Muraire)                                                                                        | Denis-François Tribou                                                                             |
| Une Heure ("Una Ora")                                               | soprano                                       | (non prevista)                                                                                                 | Mlle Mignier                                                                                      |
| Seconda entrée: l'Eau ("l'acqua)                                    |                                               | |                                                                                                   |
| Leucosie ("Laucosia")                                               | soprano                                       | Mlle Erémans (Hermance)                                                                                        | Mlle Erémans                                                                                      |
| Doris ("Doride")                                                    | soprano                                       | Mlle Souris "l’Aînée" (la maggiore)                                                                            | Mlle Souris "l’Aînée" (la maggiore)                                                               |
| Arion ("Arione")                                                    | haute-contre                                  | Antoine Boutelou                                                                                               | Louis Murayre                                                                                     |
| Neptune ("Nettuno")                                                 | basse-taille                                  | Justin Destouches du Bourg                                                                                     | Justin Destouches du Bourg                                                                        |
| un triton ("tritone")                                               | basse-taille                                  | Dun fils | (non previsto)                                                                                    |
| Terza entrée: le Feu ("il fuoco")                                   |                                               | |                                                                                                   |
| Émilie ("Emilia")                                                   | soprano                                       | Marie Antier                                                                                                   | Marie Antier                                                                                      |
| Valère ("Valerio")                                                  | basse-taille                                  | Gabriel-Vincent Thévenard                                                                                      | Gabriel-Vincent Thévenard                                                                         |
| L'Amour ("Amore")                                                   | soprano                                       | Cathérine-Nicole Le Maure (Lemaure)                                                                            | Mlle Dun                                                                                          |
| Quarta entrée: la Terre ("la terra")                                |                                               | |                                                                                                   |
| Pomone ("Pomona")                                                   | soprano                                       | Marie Antier                                                                                                   | Cathérine-Nicole Le Maure                                                                         |
| Vertumne ("Vertumno")                                               | haute-contre                                  | Antoine Boutelou                                                                                               | Louis Murayre                                                                                     |
| Plutus ("Pluto")                                                    | haute-contre                                  | Louis Murayre                                                                                                  | (non previsto)                                                                                    |
| Pan                                                                 | basse-taille                                  | Dun fils | Claude-Louis-Dominique Chassé de Chinais                                                          |
| Deux Bergères ("due pastorelle") (solo una nella versione del 1725) | soprano                                       | Mlles Constance e Catin                                                                                        | Mlle Mignier                                                                                      |
| Epilogo (solo nella prima versione)                                 |                                               | |                                                                                                   |
| Pomone ("Pomona")                                                   | soprano                                       | Marie Antier                                                                                                   |                                                                                                   |
| Une Nymphe de la Suite de Pomone ("Ninfa del seguito di Pomona")    | soprano                                       | Mlle de S. Estienne                                                                                            |                                                                                                   |

## Soggetto[15]

### Prologo:Le Chaos("il caos")
Dopo aver fatto in modo che gli elementi si sostituissero al caos, Destino deve affrontare le lamentele di Venere per essere stata esclusa dall'impresa, ma riesce a rabbonirla mostrandole il suo futuro figlio Luigi XV di Francia, il quale viene celebrato da un coro e raccomandato al favore degli elementi.  Il re e altri dodici giovani signori della corte partecipano al divertissement danzato.

### Primaentrée:l'Air("l'aria")
Incitato da Mercurio a abbandonare la sua indifferenza, Issione non solo rifiuta la richiesta di Giunone di sorvegliare i movimenti del fedifrago Giove, ma addirittura le dichiara il suo amore, causando così un suo terribile scoppio d'ira, Come punizione, Giove lo consegnerà agli abissi dell'Ade.

### Secondaentrée:l'Eau("l'acqua)
Dopo aver rifiutato il matrimonio con Eolo per colpa del suo cattivo temperamento, ma soprattutto perché già innamorata, da lontano, di uno straniero ignoto, la sirena Leucosia si trova ad accogliere nel palazzo di Nettuno, proprio questo straniero, il poeta Arione, che arriva in groppa ad un delfino e che ricambia subito il suo amore. Nettuno riconosce Arione come proprio figlio e dispone le sue nozze con Leucosia.

### Terzaentrée:le Feu("il fuoco")
Questa entrée è ambientata del vestibolo del tempio di Vesta, dove la sacerdotessa Emilia attende, per l'ultima volta, al fuoco della dea, avendo ottenuto il permesso di convolare a nozze con Valerio. Quando egli giunge al tempio, Emilia gli racconta di un orrendo sogno premonitore da lei avuto: con grande fracasso Vesta le era apparsa, in preda all'ira, e aveva ucciso l'uomo colpendolo con il fulmine. Valerio cerca allora di tranquillizzarla, ma il tempio piomba all'improvviso nell'oscurità, perché il sacro fuoco si è spento. Emilia riconosce la propria responsabilità di averlo trascurato e rifiuta di fuggire con l'innamorato, dichiarandosi pronta ad affrontare la sua giusta punizione. Deus ex machina, Cupido appare però sopra una nuvola, riaccende il sacro fuoco e benedice le nozze tra i suoi due seguaci.

### Quartaentrée:la Terre("la terra")
Pomona sembra disprezzare l'amore e Vertumno, che è innamorato di lei, si traveste da donna con lo scopo di poterla avvicinare presentandosi come Nerina. In tal modo, sotto le vesti di Nerina, può prima assistere al drastico rifiuto da parte di Pomona degli approcci amorosi di Pan, e poi riceve dalla dea la confessione del suo amore segreto per Vertumno. Il dio può allora rivelarsi ed unirsi all'amata: l'atto si chiude con un balletto ed un coro celebranti Amore.

### Epilogo
Solamente nella prima versione del 1721 era presente anche un "Epilogo" in cui venivano ripresentati il re e i dodici giovani cortigiani che avevano danzato con lui nel "Prologo", a simboleggiare il sole e i segni zodiacali, nonché altri quattro grandi signori della corte, accompagnati da altrettante ballerine, a simboleggiare i quattro continenti. L'opera di chiudeva con Pomona e una sua seguace inneggianti al Sole, accompagnate dal coro di tutti gli altri esecutori.

## Registrazioni
Estratti dell'opera sono stai registrati dall'Academy of Ancient Music, diretta da Christopher Hogwood, Decca (L'Oiseau-Lyre) 475 9100 (CD).

### Fontion-line
- Libretti originali:
  - (1721) Les Élémens, Troisième Ballet Dansé par le Roy, Dans son Palais des Tuilleries, le Mercredy 31 Decembre 1721, Parigi Ballard 1721 (accessibile gratuitamente online presso Gallica - B.N.F.)
  - (1725) Les Élémens, Ballet, Dansé par le Roy, Dans son Palais des Thuilleries, le 22 Decembre 1721, Réprésenté par l'Académie Royale de Musique le 15 May 1725, Paris, Ribou, 1725 (accessibile gratuitamente online presso Gallica - B.N.F.)
- (FR)  Lionel Sawkins, Les Elémens (S153) in Michel-Richard de Lalande (1657-1726), Versailles, Centre de Musique Baroque de Versailles; Établissement Public du musée et domaine national de Versailles, 2001, pp. 59–65.
- (FR)  Jean-Claude Brenac, Pagina: Ballet des élémens, «Le magazine de l'opéra baroque» (consultato il 25 febbraio 2010).
- Gherardo Casaglia, Almanacco ("Les elements", opera-balletto).
- (EN)  Beverly Wilcox, Les Élémens, «Opera Today», 7 gennaio 2008 (recensione della registrazione di Christopher Hogwood).